# کامیلا مارتینس پریرا
کامیلا مارتینس پریرا (انگلیسی: Camila Martins Pereira؛ زادهٔ ۱۰ اکتبر ۱۹۹۴) بازیکن فوتبال اهل برزیل است.
از باشگاه‌هایی که در آن بازی کرده‌است می‌توان به هیوستون دش اشاره کرد.
وی همچنین در تیم‌های ملی فوتبال Brazil women's national under-20 football team و زنان برزیل بازی کرده‌است.